# Patinação artística nos Jogos Olímpicos de Inverno de 1928
O programa da patinação artística nos Jogos Olímpicos de Inverno de 1928 consistiu de três provas: individual masculina, individual feminina e duplas.

## Medalhistas
| Evento                        | Ouro                                 | Prata                                | Bronze                                   |
| ----------------------------- | ------------------------------------ | ------------------------------------ | ---------------------------------------- |
| Individual masculino detalhes | Gillis Grafström SWE Suécia          | Willy Böckl AUT Áustria              | Robert van Zeebroeck BEL Bélgica         |
| Individual feminino detalhes  | Sonja Henie NOR Noruega              | Fritzi Burger AUT Áustria            | Beatrix Loughran USA Estados Unidos      |
| Duplas detalhes               | Andrée Joly Pierre Brunet FRA França | Lilly Scholz Otto Kaiser AUT Áustria | Melitta Brunner Ludwig Wrede AUT Áustria |

## Quadro de medalhas

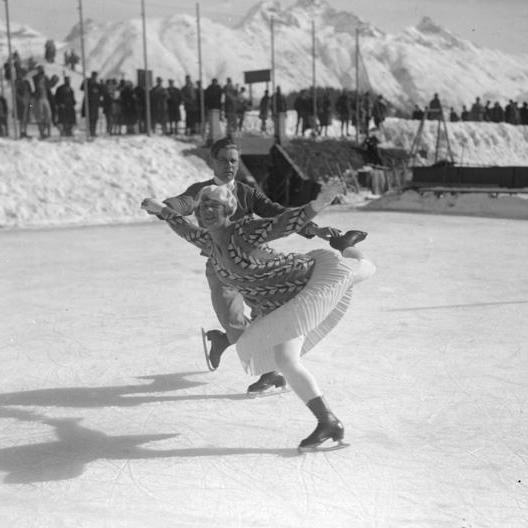
Dupla austríaca formada por Lilly Scholz e Otto Kaizer conquistou a medalha de prata.

| Ordem | País               | Medalha de ouro | Medalha de prata | Medalha de bronze |   |
| ----- | ------------------ | --------------- | ---------------- | ----------------- | - |
| 1     | FRA França         | 1               |                  |                   | 1 |
| 1     | NOR Noruega        | 1               |                  |                   | 1 |
| 1     | SWE Suécia         | 1               |                  |                   | 1 |
| 4     | AUT Áustria        |                 | 3                | 1                 | 4 |
| 5     | BEL Bélgica        |                 |                  | 1                 | 1 |
| 5     | USA Estados Unidos |                 |                  | 1                 | 1 |
| TOTAL | TOTAL              | 3               | 3                | 3                 | 9 |